# The One (песня Шакиры)
«The One» (рус. Единственный) — четвёртый сингл колумбийской певицы Шакиры из её первого англоязычного и пятого студийного альбома Laundry Service (2001), выпущенный 12 июня 2002 года.

## О песне
«The One» написана Шакирой и Гленом Баллардом. В песне певица выражает благодарность за любовь, которая была ей дана. Хотя песня была очень популярной и многие "прониклись" ею, она не смогла высоко подняться в чартах.

## Список композиций
Maxi-Single
1. «The One» (Glen's Radio Mix) — 3:47
2. «The One» (Album Version) — 3:43
3. «Whenever, Wherever» (Hammad Bell Remix) — 3:48
4. «Te Aviso, Te Anuncio (Tango)» (Gigi D'Agostino Tango Remix) — 6:10

Enhanced-Single
1. «The One» (Glen's Mix)
2. «Objection (Tango)» (Afro Punk Version)
3. «Objection (Tango)» (The Freelance Hellraiser's Mash-Up of the Mongoose)
4. «The One» (Video)

## Чарты
| Чарт (2003)                                 | Высшая позиция |
| ------------------------------------------- | -------------- |
| Австралия (ARIA)                            | 16             |
| Австрия (Ö3 Austria Top 40)                 | 21             |
| Бельгия/Фландрия (Ultratop 50)              | 21             |
| Бельгия/Валлония (Ultratop 50)              | 21             |
| Нидерланды (Single Top 100)                 | 31             |
| Европа (Billboard European Hot 100 Singles) | 41             |
| Франция (SNEP)                              | 15             |
| Германия (GfK)                              | 39             |
| Италия (FIMI)                               | 20             |
| Новая Зеландия (Recorded Music NZ)          | 39             |
| Швейцария (Schweizer Hitparade)             | 17             |